# Гіпотеза біотичної регуляції
Гіпотеза біотичної регуляції, що передбачає існування біотичного механізму регулювання навколишнього середовища на основі високого ступеня замкнутості кругообігу вуглецю, розробляється з початку 80-х років біофізиком В. Г. Горшковим. «Потоки синтезу і розкладання органічних речовин збігаються з точністю 10−4 і скорелювані з точністю 10−7.
Відношення потоку відкладення органічного вуглецю до потоку його синтезу характеризує розімкнення кругообігу речовин. Природне розімкнення, таким чином, має позитивне значення порядку 10−4, яке підтримується з відносною точністю порядку 10−3. Скорельованість потоків синтезу і розпаду з вказаною точністю доводить наявність біологічної регуляції навколишнього середовища, бо випадковий зв'язок величин з такою точністю протягом мільйонів років неймовірний». Ці процеси синтезу і розпаду можуть збігатися з настільки високою точністю тільки в умовах відсутності значимих флуктуацій цих потоків. Саме цей факт з урахуванням  правила десяти відсотків (перехід енергії по трофічній піраміді) дозволили В. Г. Горшкову запропонувати своє  правило одного відсотка для оцінки глобальної стабілізації навколишнього середовища.